# Metaphoricus rubidopis
Metaphoricus rubidopis är en mångfotingart som beskrevs av Kraus 1958. Metaphoricus rubidopis ingår i släktet Metaphoricus och familjen Oxydesmidae. Inga underarter finns listade i Catalogue of Life.